# ペー族
ペー族（自称: ペーホー Baipho、ペーツィー Baipzix、中国語: 白族 Bái zú、英語 Bai）は、中国雲南省大理ペー族自治州を中心に住むチベット系民族。2000年の統計では人口1,858,063人。内、約124万人はシナ・チベット語族チベット・ビルマ語派のペー語を話し、残りは主に中国語を使用している。雲南省以外では、貴州省畢節地区、四川省西昌市、湖南省桑植県、ミャンマー北部などにも分布している。
未婚女性が頭に巻き付ける白い羽根飾りが特徴的で、民族名の由来となっている。漢族からは「白人」、「民家」などと呼ばれていたが、1956年に大理に自治州を設立する際に、正式に白族の名が定められた。
かつては大理国を作っていたが、漢族との交流の歴史も長く、ペー語を、漢字を借用したり、漢字の構成方法を応用して作った漢字風の文字を組み合わせて記述したり、借用語として多くの漢語をペー語に取り入れている。文法的にも漢語の影響をうけ、基本語順が漢語と同じSVO型になっている。
牧畜の歴史が長く、乳製品を作っており、特に中国語で乳扇と呼ばれているチーズは特徴的である。漢族の雲南料理同様に、トウガラシで辛く味付けした料理が多い。米を主食にしたり、ワサビを食用にする。

## 自治地方

### 自治州
- 雲南省
  - 大理ペー族自治州

### 自治県
- 雲南省
  - 蘭坪ペー族プミ族自治県

### 民族郷
- 桑植県
  - 走馬坪ペー族郷
  - 劉家坪ペー族郷
  - 芙蓉橋ペー族郷
  - 馬合口ペー族郷
  - 洪家関ペー族郷
- 六盤水市水城区
  - 龍場ミャオ族ペー族イ族郷
  - 営盤ミャオ族イ族ペー族郷
- 盤州市
  - 旧営ペー族イ族ミャオ族郷
  - 羊場プイ族ペー族ミャオ族郷
- 畢節市七星関区
  - 千渓イ族ミャオ族ペー族郷
  - 陰底イ族ミャオ族ペー族郷
- 黔西市
  - 緑化ペー族イ族郷
- 大方県
  - 響水ペー族イ族コーラオ族郷
  - 核桃イ族ペー族郷
  - 普底イ族ミャオ族ペー族郷
  - 三元イ族ミャオ族ペー族郷
- 納雍県
  - 厙東関イ族ミャオ族ペー族郷
  - 昆寨ミャオ族イ族ペー族郷
- 赫章県
  - 松林坡ペー族イ族ミャオ族郷
- 保山市隆陽区
  - 瓦馬イ族ペー族郷
  - 楊柳ペー族イ族郷
- 麗江市古城区
  - 金江ペー族郷
- 玉龍ナシ族自治県
  - 石頭ペー族郷
  - 九河ペー族郷
- 鳳慶県
  - 郭大寨イ族ペー族郷
- 南華県
  - 雨露ペー族郷
- 瀘水市
  - 洛本卓ペー族郷

## ペー族の人物
- 段思平
- 趙藩
- 周保中
- 楊超越